# 斎藤氏 (近衛家諸大夫)
斎藤氏（さいとうし、旧字体：齋藤󠄁氏）は、近衛家の諸大夫を務めた氏族。

## 概要
『地下家伝』では、藤原魚名7世孫の斎宮頭・藤原叙用から始まる。叙用以降、
と続いたとされるが、名前と官位以外は不明。元綱の子は斎藤久盛で、天正20年（1591年）1月10日に従五位下・右衛門尉に叙任され、元和6年（1620年）1月15日に従五位上に叙されている。久盛以降は
と続いた。